# Donato Cocco
Donato Cocco (Sant'Eusanio del Sangro, 11 giugno 1798 – Chieti, 6 settembre 1873) è stato un avvocato e politico italiano.

## Biografia
Nato a S. Eusanio del Sangro, figlio di persone semplici quali Filippo Cocco e Chiara Rosato, si sposò con Clorinda Ricci, appartenente alla famiglia dei baroni Ricci di Casoli. 
Rimasto vedovo, dopo due anni fece un secondo matrimonio in Roma.
Compì presso l'Università di Napoli gli studi in giurisprudenza, ed ebbe tra i suoi maestri Nicola Nicolini, di cui fu l'allievo prediletto. Nel periodo universitario si avvicinò ai moti carbonari ed aderì al movimento di Guglielmo Pepe.
Conseguita la laurea iniziò la carriera professionale ottenendo, in seguito alla vincita di un concorso a cattedra, la nomina di giudice a Pratola Peligna, mentre qualche anno dopo operò presso il Giudicato Regio di Lama dei Peligni. In seguito alla concessione nel 1848 della costituzione venne eletto, per la circoscrizione di Lanciano, al Parlamento napoletano, ma con la successiva restaurazione venne destituito dall'incarico di giudice. Fu anche processato e sorvegliato dalla polizia borbonica.
Dopo il 1849 si dedicò alla professione forense, occupandosi in larga parte della difesa dei patrioti di Chieti e provincia, che furono colpiti dalla persecuzione borbonica. Tra questi si ricordano Gian Vincenzo Pellicciotti, Vella, Nobili, Garzanelli e Moscone.
Quando Giuseppe Garibaldi entrò in Napoli, Donato Cocco fu tra i patrioti che proclamarono a Chieti la Prodittatura. In seguito alle elezioni della prima legislatura italiana venne eletto, con voto plebiscitario del 27 gennaio 1861, deputato per il collegio di Gessopalena al Parlamento, risultando il primo dei deputati di Chieti. Nella successiva legislatura fu candidato non eletto.
Altre sue cariche politiche furono quelle di segretario del consiglio provinciale, consigliere comunale per il mandamento di Orsogna (1870), e componente del decurionato chietino. Fu tra i fondatori della Società Operaia di Chieti, e fu anche promotore della Cassa di Risparmio Marrucina, e della ferrovia.
In occasione del centenario dell'Unità d'Italia (1960) il Comune di Chieti gli ha dedicato una lapide in marmo, collocata nella casa in cui visse sita a Chieti alla Via Mater Domini n.9.
L'edificio molto antico denominato Palazzo Cocco in virtù di quanto sopra, è stato sottoposto a tutela da parte del Ministero delle Antichità e delle Belle Arti con Decreto di data 2 dic. 1983 a firma del Ministro Galasso. Abitava in detto edificio antico del 1600 al piano ultimo che oggi è abitato dalla famiglia Masciarelli.
A chiarificazione occorre dire che dei n. 2 figli maschi Filippo abitava al primo piano e Errico al piano ultimo. La gerarchia segue su Errico poiché da Filippo nacquero solo figlie femmine. 
Errico > Donato
Donato > Errico
Errico > Donato
Errico > Donato
Il Palazzo molto antico sito alla via Mater Domini n. 9 fu diviso da Filippo e Errico (al tempo anch'essi Avvocati) con atto Notaio D'Anniballe di Luigi del 26 ottobre 1877 previa perizia tecnica dell'Ing. Gaetano Vigezzi del 1866, con maggiori diritti reso a colui il quale è spettato l'ultimo piano e l'intera area del sottotetto.
È bene precisare che Nessun erede dell'Avv.Donato Cocco oggi abita in detto Palazzo antico, mentre l'ultimo piano è abitato da una discendenza di unione di famiglie generatesi in antico quali Nobili provenienti da località San Martino sulla Marruccina (CH) e Margherita D'Austria. Quest'ultima, si precisa, era al tempo proprietaria dell'attuale Senato della Repubblica sito in Roma che per problemi economici di mantenimento donò all'Italia ottenendo in cambio ben altro. 
Senza dubbio L'Avv. Donato Cocco di San Eusanio del Sangro va ricordato da tutto L'Abruzzo senza confondere le originalità e la storia, che porta solo antipatia e sterilismo.
In rete l'Avv. DONATO COCCO, il capostipite, viene poco se non per nulla rammentato la discendenza degli altri che nel tempo verranno rinnovati come nome "Donato". 
Così facendo si passa ad affermare ricordi di Avv. DONATO Cocco unendo questo con altre famiglie che nulla hanno a che vedere in qualità di parentela diretta e di eredi.
“Ci sono sempre quattro versioni di ogni storia: la tua versione, la loro, la verità, e ciò che è davvero successo.” - Diceva Rousseau.
Credo che scrivere, recitare, raccontare storie significhi mettere insieme tutte e quattro le versioni, creandone una quinta che le contempli tutte. Ma questo però in questa Abruzzo ad oggi nessuno lo ha fatto restando un ricordo di una lapida dimenticata in toto sulla parete di un palazzo antico sito a Chieti alla Via Mater Domini n. 9 dove è dato leggere nel centenario dell'Unità D'Italia, posta nel 1966.
La Città di Chieti gode di un Avvocato che ha saputo dare qualcosa di immenso valore in diversi settori.